# Nordiques de Québec
 (février 2024).
Si vous disposez d'ouvrages ou d'articles de référence ou si vous connaissez des sites web de qualité traitant du thème abordé ici, merci de compléter l'article en donnant les références utiles à sa vérifiabilité et en les liant à la section « Notes et références ».
 (février 2024).
Les normes d'accessibilité du Web doivent être respectées sur les articles liés au hockey sur glace.
Les articles possédant ce bandeau sont listés dans la catégorie:Article hockey sur glace non accessible.
Les points d'amélioration suivants sont les cas les plus fréquents :
- Tableaux de données : utiliser les modèles préformatés déjà disponibles ou consulter l'aide ;
- Listes à puces : les listes à puces sont créées grâces aux astérisques. Il ne doit pas y avoir de ligne vide entre deux astérisques ;
- Langue : tout changement de langue doit être signalé grâce au modèle {{langue}} ou au paramètrelangue=quand le modèle {{Lien web}} est utilisé dans les références ;
- Alternative textuelle : toute image doit être accompagnée d'une description sommaire (à ne pas confondre avec la légende).

Voir aussi Wikipédia:Atelier accessibilité/Bonnes pratiques.
Nota : ce bandeau ne concerne pas les problèmes d'accessibilité dus aux modèles utilisés.
Pour les articles homonymes, voir Nordique.
Les Nordiques de Québec sont une franchise de hockey sur glace professionnelle d'Amérique du Nord qui était située dans la ville de Québec dans la province de Québec au Canada.
Le club est fondé le 11 février 1972 par un consortium formé par Marius Fortier, Jean-Marc Bruneau, John Dacres, Marcel Bédard, Jean-Claude Mathieu et Léo-Paul Beausoleil. La franchise évolue dans l'Association mondiale de hockey (désignée par le sigle AMH) à partir de 1972. Le logo de l'équipe représentait un « n » minuscule stylisé sous la forme d'un igloo flanqué d'un bâton de hockey et d'un palet au-dessus de la crosse. L'uniforme de l'équipe portait les couleurs du drapeau du Québec, abordant les fleurs de lys aux épaules et autour de la taille. Jouant dans le Colisée de Québec, l'équipe accède une première fois à la finale de l'AMH en 1974-1975 mais elle perd en quatre matchs face aux Aeros de Houston. Elle prend sa revanche en 1976-1977 en battant les Jets de Winnipeg et en remportant le trophée mondial Avco.
L’équipe évolue dans la Ligue nationale de hockey (LNH) à partir de 1979 et jusqu'à sa vente en 1995. La franchise est constituée en société en commandite du Québec avec commanditaire principal la brasserie Carling-O'Keefe – fusionnée à la brasserie Molson en 1989. En 1988, les actions du commanditaire de l'équipe sont rachetées par un consortium d'entreprises québécoises à la suite des difficultés financières de la brasserie. Ses commandités, Marcel Aubut et Marcel Dutil, vendent quant à eux leurs actions au groupe américain Comsat Vidéo en 1995 et l'équipe déménage à Denver et prend le nom de l’Avalanche du Colorado.

## Histoire de la franchise

### L'achat de la concession
En 1971, une nouvelle ligue est créée sous l'égide de Gary Davidson et Dennis Murphy : l'Association mondiale de hockey — désignée par le sigle AMH – de son nom anglais : World Hockey Association (WHA). Cette ligue doit, selon ses fondateurs, concurrencer la Ligue nationale de hockey. Cette nouvelle association attire l'attention du groupe des actionnaires des Remparts de Québec de la Ligue de hockey junior majeur du Québec. Ce groupe communément appelé le « Groupe des six » est formé de Marcel Bédard, Léo-Paul Beausoleil, Jean-Marc Bruneau, John Dacres, Marius Fortier et de Jean-Claude Mathieu. Ne s'entendant pas sur certains points avec les autres actionnaires des Remparts, ils décident de vendre leurs actions, le 23 août 1971, pour 60 000 dollars chacun et de les réinvestir dans l'achat d'une franchise de l'AMH.
Le coût fixé pour une concession dans ce nouveau circuit est au départ de 25 000 dollars mais les investisseurs de Québec s'y prennent trop tard et l'AMH refuse leur candidature. En février 1972, un certain espoir renait : Gary Davidson propose alors aux québécois le rachat de la franchise des Sharks de San Francisco pour 250 000 dollars, cette dernière ayant semble-t-il des difficultés à démarrer. Le groupe n'apprend que plus tard que cette franchise appartient à ce même Gary Davidson, ainsi qu'à son associé Dennis Murphy et à Mike O'Hara. Il avait été décidé de garder cette concession de disponible pour une éventuelle surenchère si des acheteurs se manifestaient plus tard. S'entendant finalement sur une somme de 215 000 dollars, dont 50 000 dollars à verser comptant, la concession de Québec voit le jour,.
Tout le monde croyait le club réellement lancé, mais plusieurs sceptiques laissent entendre que le budget que le groupe a prévu pour les opérations hockey était irréaliste et que le club ne verrait finalement pas le jour. Pour contrer ce scepticisme face au budget, ils réussissent à obtenir une rencontre avec George « Punch » Imlach, à l'époque directeur-gérant des Sabres de Buffalo de la LNH en compagnie de Joe Crozier. La rencontre a lieu à Toronto en avril 1972 et les participants à la rencontre comparent le budget projeté à celui des Sabres. Il en ressort que les budgets sont sensiblement les mêmes et Imlach les encourage à se lancer dans l'aventure avec ce budget.
Malgré ces encouragements, peu d'investisseurs manifestent de l'intérêt pour l'équipe. De plus, il faut trouver une somme de 100 000 dollars à verser à l'AMH pour garantir l'entrée en scène de l'équipe lors de la saison inaugurale. Si le groupe ne réussit pas à remettre cet argent, il perd alors l'avance de 50 000 dollars déjà versée pour l'achat de la concession et est exclu de la saison devant débuter quelques mois plus tard. N'ayant pas l'argent demandé, John Dacres et Marius Fortier partent tout de même pour Chicago où doit se tenir une réunion avec la direction de l'AMH. À Chicago, ils reçoivent une première offre d'aide, celle d'un certain Martin Lazarus. L'aide est alors conditionnelle au transfert de l'équipe à Montréal. N'ayant pu trouver la somme avant l'ultimatum, les deux hommes se rendent tout de même à l'heure pour la réunion et à leur grande surprise, William Hunter (en), propriétaire de la concession d'Edmonton, se porte garant et dépose l'argent pour le club de Québec.
Quelque temps plus tard, avec l'aide de Jean Lesage, les Nordiques réussissent à trouver en Charles Marquis un investisseur qui garantit les débuts de l'équipe sur une patinoire. Marius Fortier devient, quant à lui, le directeur-gérant de la franchise et Lesage est nommé président du conseil d'administration.

### Identité de l'équipe
Le nom de l'équipe est choisi par le groupe Les Sportifs de Québec et présenté au public le 29 mars 1972 au restaurant Le Vatel de Charlesbourg. Un concours populaire de propositions du nom de l'équipe avait été fait auparavant. Plus de 1400 propositions dont 475 différentes ont été faites. Le nom Diamants a été proposé à de nombreuses reprises mais le nom Nordiques a été choisi car il représentait la localisation géographique de l'équipe et pour une efficacité du nom en français et en anglais.
Le logo est choisi par un concours populaire et le jeune Roger Gingras, 17 ans, arrive avec son concept d'igloo en forme de N représentant le Nord, le froid juxtaposé avec un bâton et une rondelle.
L'appartenance québécoise est ajoutée par la présence de fleur de lys sur les gilets à partir de la saison 1975-76.

### Dans l'Association mondiale de hockey

#### Les premières saisons (1972-1973 et 1973-1974)

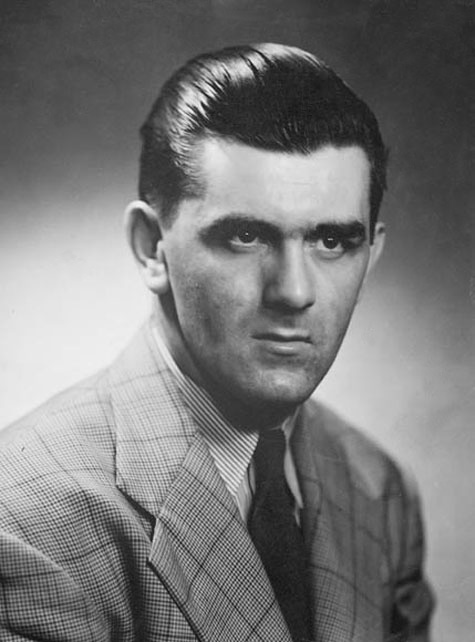
Maurice Richard, premier entraîneur de l'équipe des Nordiques.

Le premier entraîneur de l'équipe est Maurice Richard, une icône des québécois et joueur des Canadiens de Montréal de la LNH, pendant une vingtaine d'années ; il refuse d'abord la proposition de Fortier et de Maurice Filion, dépisteur de l'équipe, mais finalement pressé par sa femme, le « Rocket » accepte de se rendre à Québec et il signe son contrat avec la nouvelle équipe de l'AMH le 27 juillet 1972. Quelques jours plus tôt, Jean-Claude Tremblay le défenseur vedette des Canadiens décide de changer de ligue et rejoint l'AMH et les Nordiques pour la somme de 140 000 dollars par saison. Les deux anciens des Canadiens sont les seules vedettes qu'engagent les Nordiques, le reste de l'équipe étant composé de joueurs franco-canadiens. Tremblay est désigné capitaine de l'équipe
Québec joue son premier match dans l'AMH le soir du 11 octobre 1972, une défaite 2-0 sur la glace des Crusaders de Cleveland. À la suite de cette première défaite, Richard déclare à Fortier qu'il ne veut pas continuer et qu'il ne supporte pas la pression qu'engendre le poste d'entraîneur d'une équipe. Il accepte finalement de rester encore en place pour le premier match à domicile contre les Oilers de l'Alberta et une victoire 6-0 avec un blanchissage de Serge Aubry. Le premier but de l'histoire des Nordiques est inscrit par François Lacombe. Mais encore une fois, Richard ne profite pas du match et la direction de Québec annonce d'une manière officielle que Richard se retire pour une semaine pour des raisons de santé ; Filion prend alors la place d'entraîneur.
Se calquant sur la LNH, l'AMH organise au mois de janvier 1973 son premier Match des étoiles ; la ville de Québec accueille l'évènement et trois joueurs de l'équipe participent à la victoire de leur division : Aubry, Tremblay et Michel Parizeau. Avec trente-trois victoires, quarante défaites et cinq matchs nuls, les Nordiques finissent la saison régulière à la cinquième place de la division de l'Est et ne sont pas qualifiés pour les séries éliminatoires. Tremblay est nommé meilleur défenseur de la saison et reçoit en conséquence le trophée Dennis-A.-Murphy.
À l'issue de cette première saison, Fortier doit trouver un successeur à Fillion mais également trouver le moyen d'amener plus de monde à venir assister aux matchs de l'équipe. L'équipe attire en effet une moyenne d'environ 7 000 partisans par match, la deuxième moyenne de l'AMH mais les Remparts en attirent environ 10 000. Finalement, Jacques Plante est nommé pour occuper les postes de directeur général et d'entraîneur de la franchise.
Malgré l'ajout de Plante derrière le banc et de joueurs comme Serge Bernier, Réjean Houle et Dale Hoganson, l'équipe ne parvient pas à s'imposer au cours de la saison 1973-1974. Plante se met plusieurs personnes de l'équipe à dos : d'abord les dirigeants puis certains des joueurs. Finalement, l'équipe manque une nouvelle fois les séries par un point au classement. Plante est alors largement critiqué par les partisans de Québec mais il décide de lui-même quitter la franchise le 1er mai pour revenir au jeu la saison suivante avec les Oilers d'Edmonton.

#### Premières qualifications en séries (1974-1975 et 1975-1976)
Avant le début de la saison 1974-1975 de l'AMH, les finances du club sont dans le rouge, en partie en raison du départ précipité de Plante, avant qu'André Veilleux n’investisse 50 000 dollars dans les caisses. Il entre ainsi au sein du nouveau conseil d'administration mais n'y reste que deux semaines après avoir voulu s'occuper de la gestion de l'équipe. John Dacres devient le deuxième président du club et Fillion donne le poste d'entraîneur de l'équipe au nouveau retraité : Jean-Guy Gendron. Au cours du repêchage amateur de l'AMH de 1974, l'équipe choisit en tant que neuvième équipe et sélectionne Réal Cloutier joueur junior des Remparts.
Dans le même temps, l'AMH se restructure en créant une troisième division et les Nordiques jouent désormais dans celle nommée division Canadienne avec les Jets de Winnipeg, les Blazers de Vancouver, les Oilers d'Edmonton et les Toros de Toronto. Les Nordiques luttent toute la saison avec ces derniers pour la première place de la division. Au mois de décembre, l'équipe réalise un échange de plusieurs joueurs avec celle des Stags du Michigan : Marc Tardif et Steve Sutherland (en) rejoignent Québec en retour de Pierre Guité, Alain Caron et Michel Rouleau (en),. Très vite, il s'impose au sein de l'équipe et est invité au cours de la saison au Match des étoiles de l'AMH ; Bernier, Houle, Tremblay et Hoganson sont également présents au match qui se joue une nouvelle fois à Québec.
Entre le 1er et le 19 janvier, l'équipe remporte neuf succès consécutifs et se place alors à la première place de la division. Au mois de mars, l'équipe est toujours première du championnat et malgré sept défaites enchaînées, ils tiennent bon à la première place et finissent le calendrier avec 92 points, le deuxième plus haut total de la ligue derrière les Aeros de Houston.
Qualifiés pour la première fois pour les séries, les Nordiques affrontent au premier tour les Roadrunners de Phoenix et en viennent à bout en cinq rencontres. Au deuxième tour, Québec est opposé à l'équipe des Fighting Saints du Minnesota et cette fois-ci, six matchs sont nécessaires à l'équipe de Gendron pour passer le tour. En finale, les Nordiques jouent contre les champions de la saison régulière et champions 1973-1974 de la Coupe Avco, les Aeros. Ces derniers comptent dans leur rang Gordie Howe, vétéran âgé de 46 ans, mais également ses deux fils Mark et Marty. Les Nordiques sont dépassés par les Aeros en perdant la finale en quatre rencontres avec un total de vingt buts pour les joueurs de Houston contre seulement sept pour les Nordiques. Tremblay reçoit pour la seconde fois de sa carrière le trophée du meilleur défenseur de l'AMH.

#### Champion de la Coupe Avco (1976-1977)

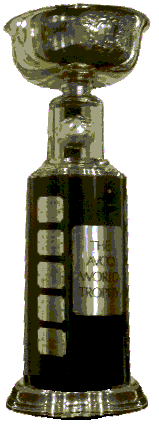
Photo du trophée mondial Avco qui a été remis aux Nordiques.

La saison 1976-1977 des Nordiques voit l'arrivée d'un nouvel entraîneur en la personne de Marc Boileau, depuis deux ans entraîneurs des Penguins de Pittsburgh. Boileau arrive au sein de l'équipe en remplacement de Gendron qui ne s'entend plus avec les joueurs de l'équipe. Les joueurs de Québec connaissant un très bon début de saison en remportant huit de leurs neuf premiers matchs prenant alors rapidement la tête de la division de l'Est mais également de l'Association mondiale de hockey. Lors des vingt matchs suivants, ils lèvent un peu le pied en ne remportant que huit matchs des vingt rencontres suivantes ; au 21 décembre, ils sont tout de même toujours en tête de la division Est mais ce sont désormais les Mariners de San Diego qui sont en tête de l'AMH.
Entre le 22 décembre et le 25 janvier, les Nordiques remportent neuf matchs consécutivement pour asseoir leur domination sur la division Est. Ils terminent en tête de celle-ci avec une fiche de 47 victoires, 31 défaites et 3 matchs nuls pour 97 points, quatorze points de plus que les Stingers de Cincinnati. En cours de saison, les Fighting Saints du Minnesota arrêtent leurs activités en février 1976.
Offensivement, l'équipe des Nordiques est menée par Réal Cloutier qui inscrit 141 points pour le plus haut total dans l'AMH et remporte ainsi le trophée Bill-Hunter. Il inscrit 66 buts pour son équipe alors que Marc Tardif, meilleur pointeur de la saison passée pour l'AMH, manque une vingtaine de matchs mais inscrit tout de même 49 buts et 109 points ; Christian Bordeleau inscrit 32 buts et a autant d'aides que Cloutier avec 75 passes décisives. Il est le troisième joueur de l'équipe à dépasser la barre des cent points.
Lors du premier tour des séries éliminatoires, les Nordiques rencontrent les Whalers de la Nouvelle-Angleterre, quatrièmes et derniers qualifiés de la division pour les séries. Les deux premiers matchs sont joués à Québec et ce sont deux victoires pour les joueurs locaux. Ils remportent également le match suivant dans le Hartford Civic Center mais perdent le quatrième match. Le cinquième et dernier match de la série se joue le 19 avril 1976 avec un blanchissage de Richard Brodeur et une victoire 3-0 des Nordiques,. Au deuxième tour des séries, les Nordiques éliminent les Racers d'Indianapolis également en cinq rencontres de la même manière que contre les Whalers : trois victoires consécutives puis une victoire pour chaque équipe ; la victoire des Racers est un blanchissage 2-0.
Les Nordiques retrouvent en finale de la Coupe Avco les Jets de Winnipeg, troisièmes de la saison régulière, vainqueurs des Aeros en finale de la division Ouest et champions en titre de la Coupe Avco. Québec perd son premier match à domicile lors des séries éliminatoires lors de la première date 2 buts à 1 mais se reprend lors du deuxième match avec une victoire 6-1. Sur leur glace au Winnipeg Arena, les Jets font subir une deuxième défaite aux Nordiques lors de la troisième rencontre sur le même score de 6-1. Les Nordiques reviennent dans la série avec une victoire 4-2 lors de la quatrième rencontre et enchaîne sur une victoire 9-2. La sixième date de la série connaît une fin totalement différente puisque les Jets, chez eux, écrasent les Nordiques 12-3 alors que l'entraîneur Boileau est exclu du match. Le dernier match de la série a lieu le 26 avril dans le Colisée de Québec et malgré un score vierge à l'issue du premier tiers-temps, le pointage final est de 8 à 2 pour les joueurs de Québec. Ils remportent ainsi leur premier trophée mondial Avco alors que Serge Bernier compte quatorze buts et vingt-deux passes décisives en dix-sept rencontres et il remporte le titre de meilleur joueur des séries ; il reçoit le WHA Playoff MVP.

### Dans la Ligue nationale de hockey

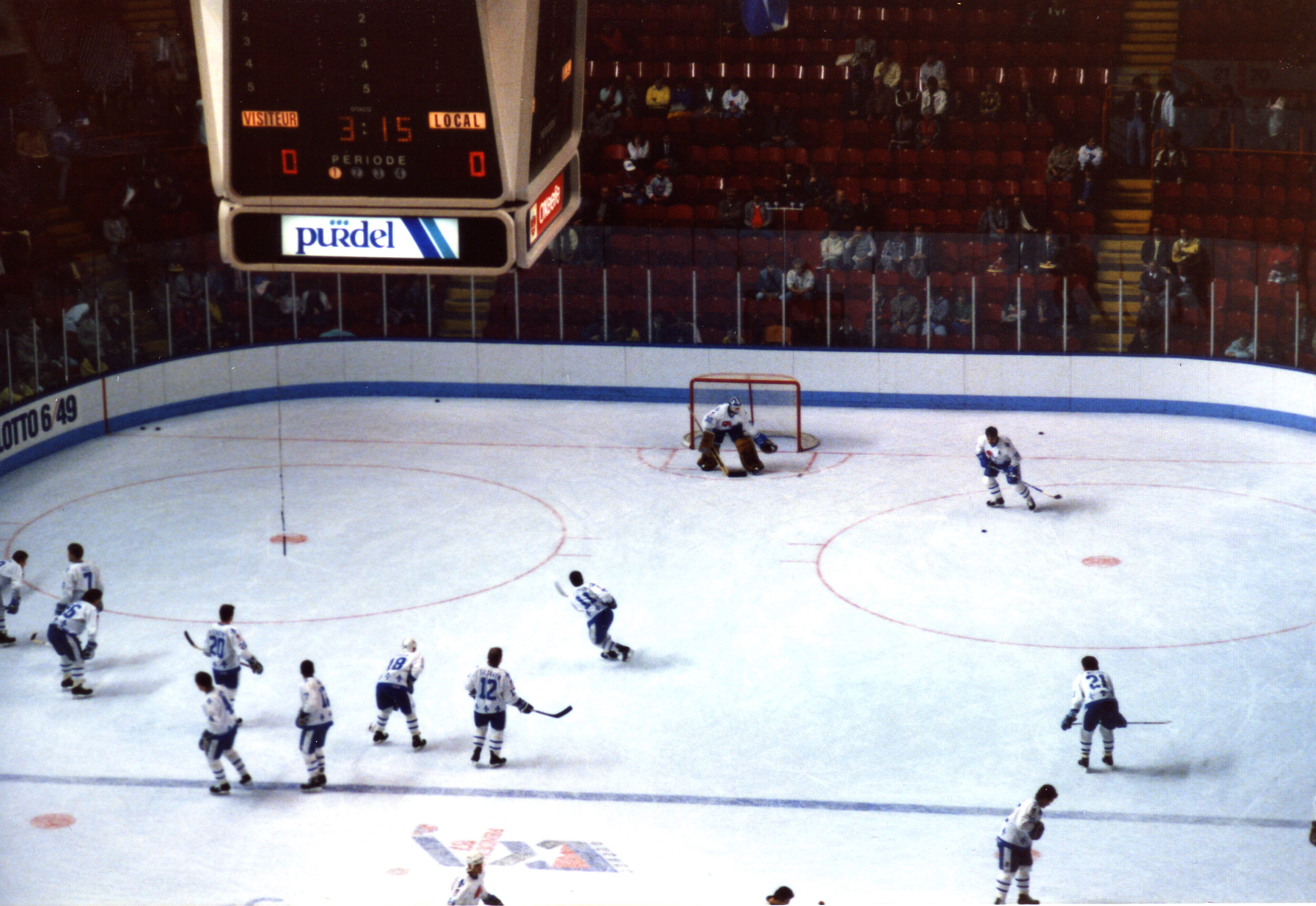
Période d'échauffement avant un match au Colisée de Québec en 1986

Un des éléments marquants de l'histoire des Nordiques dans la LNH est la Rivalité avec les Canadiens de Montréal, effective de 1979 à 1995. La période la plus intense de la rivalité se déroule entre 1982 et 1987 culminant avec la Bataille du Vendredi saint en 1984. Durant cette période, les deux équipes s'affrontent à cinq reprises en séries éliminatoires.

#### L'affaire Lindros

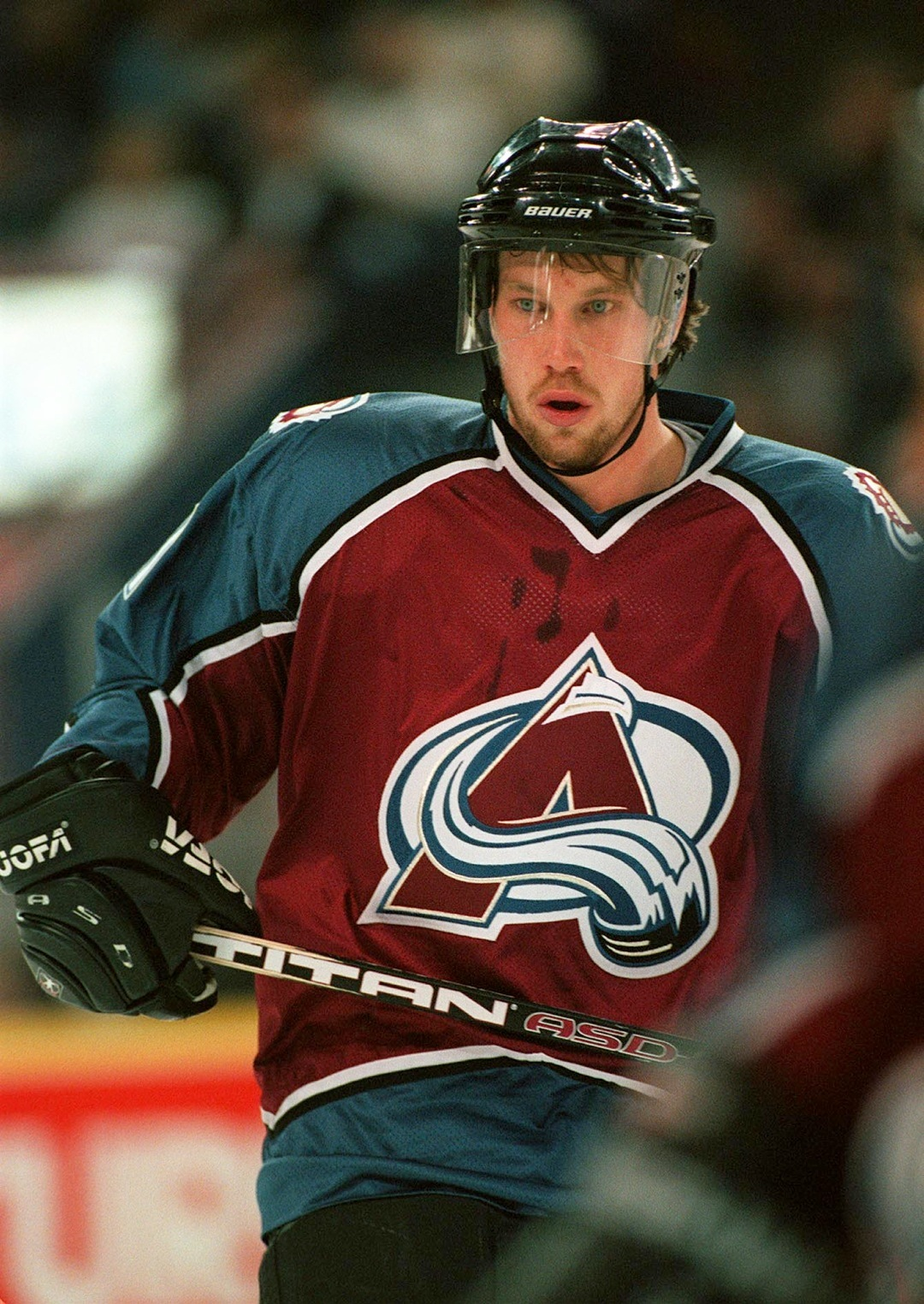
Peter Forsberg est le joueur clé obtenu dans l'échange de Lindros aux Flyers de Philadelphie.

On désigna toute la saga Eric Lindros par le nom de l'affaire Lindros. Ce joueur était considéré comme l'une des futures vedettes du hockey et fut rapidement placé au centre de plusieurs controverses. La plus connue d'entre tous est sans contredit celle où il refusa de jouer pour les Nordiques, bien que ces derniers en aient fait leur tout premier choix lors du repêchage de la LNH en 1991. Avant même qu'il soit repêché par l'équipe québécoise, il mentionnait à tous qu'il ne jouerait jamais pour le club de la capitale du Québec. Malgré tout, les dirigeants des Nordiques allèrent de l'avant, ignorant les dires du joueur ainsi qu'un précédent survenu quelques années avant : les Greyhounds de Sault-Sainte-Marie de la Ligue de hockey de l'Ontario avaient alors sélectionné le jeune prodige bien que ses parents aient averti qu'il ne se joindrait qu'à un club du sud de l'Ontario. Or, à l'époque, un règlement de la ligue stipulait qu'un joueur midget ne pouvait être échangé lors de sa première saison s'il avait été sélectionné au premier tour lors du repêchage. La ligue décida, à la suite des pressions des parents de Lindros et des fans, de modifier le règlement afin de permettre aux Greyhounds d'échanger le joueur aux Generals d'Oshawa et ainsi permettre l'arrivée de Lindros au sein de la ligue.
Avant qu'il soit repêché par les Nordiques, il mentionnait aux journalistes que sa réticence à jouer pour Québec n'était que d'ordre économique. Puis il est devenu évident qu'il y avait d'autres raisons, comme la peur d'être isolé dans un milieu totalement francophone, le peu de possibilité pour un anglophone d'obtenir des revenus publicitaires, etc. Aux cours des mois qui suivent, le Québec se rallie à la cause des Nordiques tandis que du côté anglophone du pays, on[Qui ?] dénonçait l'entêtement des dirigeants du club québécois à vouloir retenir les droits sur le joueur, ainsi que l'opinion des journalistes québécois traitant le dossier.
Après un an de suspense, les dirigeants des Nordiques décidèrent d'en finir. À l'aube du repêchage de 1992, ils échangèrent Lindros aux Flyers de Philadelphie. Lindros aura été au centre de la controverse jusqu'à son dernier jour avec les Nordiques : en effet, les Rangers de New-York affirmaient avoir transigé avec les Nordiques bien avant les Flyers de Philadelphie. Les Rangers avaient offert le gardien John Vanbiesbrouck, Tony Amonte, Doug Weight, Alekseï Kovaliov ainsi que des choix au repêchage et de l'argent.
Le dossier est réglé avec l'intervention de la LNH en faveur de Philadelphie et, en retour, les Nordiques obtiennent Peter Forsberg, Steve Duchesne, Kerry Huffman, Mike Ricci, Ron Hextall, du premier choix des Flyers au repêchage de 1993 – choix qui s'avérera être Jocelyn Thibault – ainsi que contre 15 000 000 $ et des considérations futures – considérations qui seront finalement Chris Simon et le premier choix des Flyers au repêchage de 1994, Nolan Baumgartner.

### La vente de la concession

Si les Nordiques n'avaient pas déménagé à Denver, ils auraient utilisé ce nouveau logo à partir de la saison 1995-1996.

La vente des Nordiques survient au lendemain d'une saison écourtée de 48 parties, une saison marquée par le premier lock-out de la Ligue nationale de hockey.
Officiellement, l'équipe a été vendue le 25 mai 1995. Cependant, c'est lors des séries éliminatoires contre les Rangers de New York que les rumeurs s'étaient intensifiées.
Les Nordiques ont été vendus pour 75 millions de dollars américains au groupe Comsat communication, de Washington, en direction de Denver au Colorado, là où les Nordiques sont devenus l'Avalanche. L'échec d'un projet de futur amphithéâtre, la taille du marché de Québec, l'absence de plafond salarial dans la LNH et l'absence d'aide financière gouvernementale seraient les principales causes de la perte des Nordiques,. Au printemps 1996, l'Avalanche du Colorado a remporté la coupe Stanley à sa toute première saison à Denver.

## Le retour possible des Nordiques

### Le Centre Vidéotron
Depuis 2009, la ville de Québec est sur un projet d'un nouvel aréna de 18 259 places et qui a été inauguré le 8 septembre 2015 pour l'éventuel retour d'une équipe de la LNH et pour une possible candidature pour accueillir les Jeux olympiques d'hiver de 2022. En août 2010, le maire de Québec, Régis Labeaume, mentionne que ses objectifs principaux pour les six prochains mois étaient de commencer la construction du nouvel aréna, mettre la main sur une équipe de la LNH en difficulté qui pourrait déménager à Québec et lancer la candidature de la ville pour les Jeux olympiques de 2022. L'entreprise Québecor est parmi les noms d'entreprises qui feraient l'acquisition des futurs nouveaux Nordiques. Cependant, Québecor n'a affirmé d'aucune façon qu'elle serait prête à investir pour la construction d'un éventuel aréna.
Le 2 octobre 2010, entre 50 000 et 60 000 partisans se sont rendus sur les plaines d'Abraham pour assister à la « Marche bleue », une manifestation populaire afin d'obtenir du gouvernement du Canada qu'il finance une partie des coûts de construction d'un nouveau colisée pour accueillir une équipe professionnelle de hockey. Le rassemblement, organisé à l'appel d'un agent d'assurance de Lévis, Mario Roy, a réuni un large éventail de personnalités politiques, dont le maire de Québec Régis Labeaume, et une vingtaine d'anciens des Nordiques, dont Michel Bergeron, Michel Goulet, Alain Côté et les frères Peter, Anton et Marián Šťastný.
Le 3 septembre 2012, plus de 20 000 personnes ont été rassemblées sur l'ancien hippodrome de Québec pour un évènement historique où le maire Labeaume, le grand patron de Québecor Pierre-Karl Péladeau, le chef du Parti libéral Jean Charest, la chef du Parti québécois Pauline Marois et quelques anciens joueurs des Nordiques de Québec se sont présentés à la première pelletée de terre de la construction du Centre Vidéotron, cette pelletée de terre collective qui amorce les travaux de l'amphithéâtre pour une durée de trois ans.

## Affiliations

### Affiliations primaires
Les franchises de ligues majeures ayant un effectif limité par convention, elles sont « affiliées » chaque saison à une ou plusieurs équipes de ligues moins importantes. Ceci leur permet de recruter de jeunes joueurs lors des repêchages annuels tout en leur permettant de continuer leur développement sans les lancer trop tôt dans le « grand bain ». De plus, ces équipes affiliées (aussi nommées clubs-écoles ou farm team en anglais) constituent une réserve de talents pour les franchises de ligues majeures qui font appel à eux au gré des blessures et/ou méformes des joueurs de l'effectif de départ. À l'exception de quelques équipes propriétaires elles-mêmes de leur club-école, les affiliations sont conclues par une entente contractuelle et ne sont donc pas figées dans le temps. Au cours de leur existence, les Nordiques ont été affiliés aux équipes suivantes, :
- 1973 à 1977 : Nordiques du Maine (NAHL)
- 1977-1978 : Gulls de Hampton[56] (LAH).
- 1978-1979 : Dusters de Broome (LAH)
- 1979-1980 : Firebirds de Syracuse (LAH)
- 1980-1981 : Bears de Hershey (LAH)
- 1980-1981 : Voyageurs de la Nouvelle-Écosse (LAH)
- 1980-1981 : Americans de Rochester (LAH)
- 1981 à 1988 : Express de Fredericton (LAH)
- 1988 à 1990 : Komets de Fort Wayne (LIH)
- 1988 à 1993 : Citadels d'Halifax (LAH)
- 1993 à 1995 : Aces de Cornwall (LAH)

### Affiliations secondaires
En plus de ces équipes, les franchises de la LNH possèdent une ou des affiliations dites « secondaires » avec des équipes évoluant dans des ligues mineures. Ces équipes, sont généralement utilisées comme réservoir pour les équipes précédentes en cas d'absence de joueurs blessés ou partis évoluer avec une équipe de la LNH. Au cours de leur histoire, les Nordiques ont eu les affiliations secondaires suivantes :
- 1979 à 1980 : Blades d'Érié (EHL)
- 1980 à 1984 : Admirals de Milwaukee (LIH)
- 1985 à 1987 : Lumberjacks de Muskegon (LIH)
- 1993-1994 : Wheels de Chatham (CoHL)
- 1993 à 1995 : Monarchs de Greensboro (ECHL)
- 1994-1995 : Wildcats de London (CoHL)

## Joueurs
Les joueurs ci-dessous ont été capitaines des Nordiques.

### Capitaines
- AMH
  - 1972-1973 à 1974-1975 : Jean-Claude Tremblay
  - 1975-1976 : Michel Parizeau
  - 1975-1976 à 1978-1979 : Marc Tardif
- LNH
  - 1979-1980 à 1981-1982 : Robert Ftorek
  - 1981-1982 et 1982-1983 : André Dupont
  - 1983-1984 à 1985-1986 : Mario Marois
  - 1985-1986 à 1989-1990 : Peter Šťastný
  - 1990-1991 : Steven Finn et Joseph Sakic
  - 1991-1992 : Steven Finn, Mike Hough et Joseph Sakic
  - 1991-1992 : Mike Hough
  - 1992-1993 à 1994-1995 : Joseph Sakic

### Intronisés dans les Temples de la renommée

#### Temple de la renommée du hockey
Cette section présente les joueurs importants dans l’histoire des Nordiques qui ont été admis au Temple de la renommée du hockey. Chaque année, sont admis au maximum quatre joueurs, deux « bâtisseurs » et un arbitre ou juge de ligne.
Parmi toutes les personnalités de l'histoire de l'équipe, quatre joueurs font partie du temple de la renommée après avoir joué avec l'équipe : Michel Goulet, Peter Šťastný, Joe Sakic et Mats Sundin. Les deux premiers sont admis au temple en 1998 après avoir passé chacun dix saisons au sein des Nordiques ; les deux derniers sont admis en 2012. Par la suite, Šťastný fait partie des membres du comité désignant les nouvelles personnalités du hockey admises au sein du Temple.
En plus de ces quatre personnalités, deux entraîneurs de l'équipe sont membres du temple après leur carrière de joueur dans la LNH. C'est ainsi le cas de Jacques Plante qui entraîne l'équipe au cours de la saison 1973-1974 et qui honoré par le temple depuis 1978. Guy Lapointe, entraîneur adjoint de Michel Bergeron dans la LNH en 1984-1985 puis d'André Savard, Ron Lapointe et Jean Perron entre 1987 et saison 1989-1990 de la LNH, est admis au temple de la renommée en 1993,.
Enfin, Guy Lafleur est admis au temple de la renommée en 1988 mais il joue une centaine de matchs avec les Nordiques en deux saisons, au début des années 1990.

#### Temple de la renommée de l'Association mondiale de hockey
- Serge Bernier (2010)
- Richard Brodeur (2010)
- Christian Bordeleau (2012)
- Réal Cloutier (2010)
- Jacques Demers (2010)
- Robbie Ftorek (2010)
- Michel Goulet (2012)
- Richard Leduc (2012)
- Jacques Plante (2010)
- Marc Tardif (2010)
- Jean-Claude Tremblay (2010)

#### Temple de la renommée du hockey suédois
- Anders Eldebrink (2015)
- Peter Forsberg (2013)
- Mats Sundin (2013)

#### Temple de la renommée du hockey finlandais
- Matti Hagman (1995)
- Iiro Järvi (2013)
- Janne Laukkanen (2007)
- Markus Mattsson (1998)
- Risto Siltanen (1998)

#### Temple de la renommée du hockey tchèque
- Marian Šťastný (2010)
- Peter Šťastný (2010)

#### Temple de la renommée du hockey slovaque
- Peter Šťastný (2002, a renoncé au titre en 2009)

#### Temple de la renommée du hockey russe
- Alexei Gusarov (2014)
- Valeri Kamensky (2014)
- Andrei Kovalenko (2014)
- Sergei Mylnikov (2014)

#### Maître émérite du sport de l'URSS
- Alexei Gusarov (1988)
- Valeri Kamensky (1988)
- Andrei Kovalenko (1992)
- Sergei Mylnikov (1985)

#### Temple de la renommée du hockey américain
- Aaron Broten (2007)
- John Cunnif (2003)
- Robbie Ftorek (1991)

#### Temple de la renommée des sports du Canada
- Guy Lafleur (1996)
- Jacques Plante (1981)
- Maurice Richard (1975)
- Joe Sakic (2013)

#### Panthéon des sports du Québec
- Michel Goulet
- Guy Lafleur
- Peter Šťastný
- Marc Tardif
- Jean-Claude Tremblay
- Marcel Aubut
- Jacques Demers
- Maurice Fillion

#### Temple de la renommée du hockey allemand
- Uwe Krupp

#### Temple de la renommée de l'IIHF
- Peter Forsberg (2013)
- Valeri Kamensky (2016)
- Uwe Krupp (2017)
- Joe Sakic (2017)
- Peter Šťastný (2000)
- Mats Sundin (2013)

#### Club Triple Or de l'IIHF
- Peter Forsberg (1996)
- Alexei Gusarov (1996)
- Valeri Kamensky (1996)
- Joe Sakic (2002)

### Numéros retirés
Cette section reprend la liste des joueurs honorés par la franchise du temps de son existence à Québec ; l'Avalanche du Colorado décide par la suite que les numéros retirés par les Nordiques peuvent être utilisés par leurs joueurs. Des bannières commémoratives étaient présentes au Colisée Pepsi et maintenant au Centre Vidéotron.
| Numéro | Nom du joueur        | Années    | Mention                                |
| ------ | -------------------- | --------- | -------------------------------------- |
| 3      | Jean-Claude Tremblay | 1972-1979 |                                        |
| 8      | Marc Tardif          | 1974-1983 |                                        |
| 16     | Michel Goulet        | 1979-1990 | Temple de la renommée du hockey (1998) |
| 26     | Peter Šťastný        | 1980-1990 | Temple de la renommée du hockey (1998) |

### Repêchage des Nordiques
À la création de l'Association mondiale de hockey, il est décidé d'avoir chaque année une séance de repêchage de joueurs amateurs. L'âge minimal d'admissibilité est établi à 17 ans dans l'espoir de pouvoir signer ces joueurs avant que les équipes de la Ligue nationale de hockey ne puissent le faire. Cette section présente le choix de premier tour des repêchages des Nordiques ainsi que les équipes mineures dans lesquelles ces joueurs ont évolué.
La LNH organise également des repêchages, et ceci depuis 1963. Entre 1989 et 1991, la franchise sélectionne à trois reprises le tout premier choix de la sélection en repêchant Mats Sundin, Owen Nolan et enfin Eric Lindros.
Cette section présente par année le ou les choix de premier tour par les Nordiques lors des repêchages :
| Année | Nom du joueur  | Rang | Équipe mineure (ligue)               |
| ----- | -------------- | ---- | ------------------------------------ |
| 1973  | André Savard   | 3e   | Remparts de Québec (LHJMQ)           |
| 1974  | Réal Cloutier  | 9e   | Remparts de Québec (LHJMQ)           |
| 1975  | Pierre Mondou  | 3e   | Bleu-Blanc-Rouge de Montréal (LHJMQ) |
| 1976  | Rick Green     | 10e  | Knights de London (AHO)              |
| 1977  | Lucien Deblois | 9e   | Éperviers de Sorel (LHJMQ)           |

| Année | Nom du joueur                   | Rang                          | Équipe mineure (ligue)                                         |
| ----- | ------------------------------- | ----------------------------- | -------------------------------------------------------------- |
| 1979  | Michel Goulet                   | 20e                           | Bulls de Birmingham (AMH)                                      |
| 1980  | Pas de choix de première tour   | Pas de choix de première tour | Pas de choix de première tour                                  |
| 1981  | Randy Moller                    | 11e                           | Broncos de Lethbridge (LHOu)                                   |
| 1982  | David Shaw                      | 13e                           | Rangers de Kitchener (LHO)                                     |
| 1983  | Pas de choix de première tour   | Pas de choix de première tour | Pas de choix de première tour                                  |
| 1984  | Trevor Stienburg                | 15e                           | Platers de Guelph (LHO)                                        |
| 1985  | David Latta                     | 15e                           | Rangers de Kitchener (LHO)                                     |
| 1986  | Ken McRae                       | 18e                           | Wolves de Sudbury (LHO)                                        |
| 1987  | Bryan Fogarty Joe Sakic         | 9e 15e                        | Canadians de Kingston (LHO) Broncos de Swift Current (LHOu)    |
| 1988  | Curtis Leschyshyn Daniel Doré   | 3e 5e                         | Blades de Saskatoon (LHOu) Voltigeurs de Drummondville (LHJMQ) |
| 1989  | Mats Sundin                     | 1er                           | Nacka HK (Allsvenskan)                                         |
| 1990  | Owen Nolan                      | 1er                           | Royals de Cornwall (LHO)                                       |
| 1991  | Eric Lindros                    | 1er                           | Generals d'Oshawa (LHO)                                        |
| 1992  | Todd Warriner                   | 4e                            | Spitfires de Windsor (LHO)                                     |
| 1993  | Jocelyn Thibault Adam Deadmarsh | 10e 14e                       | Faucons de Sherbrooke (LHJMQ) Winter Hawks de Portland (LHOu)  |
| 1994  | Wade Belak Jeff Kealty          | 12e 22e                       | Blades de Saskatoon (LHOu) Catholic Memorial H.S. (High-MA)    |

### Records de la franchise
Dans cette section, on trouvera une liste des principaux records tant collectifs qu'individuels. Les records sont séparés en deux parties. L'une pour les marques établies dans l'Association mondiale de hockey, l'autre par celles établies dans la Ligue nationale de hockey. Ici ne seront inscrit que les marques établies du temps des Nordiques.

### Records d'équipe
| Record                                    | Association mondiale de hockey | Association mondiale de hockey                                  | Ligue nationale de hockey | Ligue nationale de hockey                                          |
| Record                                    | Marque                         | Saison                                                          | Marque                    | Saison                                                             |
| ----------------------------------------- | ------------------------------ | --------------------------------------------------------------- | ------------------------- | ------------------------------------------------------------------ |
| Plus de points en une saison              | 104                            | 1975-1976                                                       | 104                       | 1992-1993                                                          |
| Plus de victoires en une saison           | 50                             | 1975-1976                                                       | 47                        | 1992-1993                                                          |
| Plus de défaites en une saison            | 40                             | 1972-1973                                                       | 61                        | 1989-1990                                                          |
| Plus de matchs nuls en une saison         | 5                              | 1972-1973 1978-1979                                             | 18                        | 1980-1981                                                          |
| Plus de buts en une saison                | 371                            | 1975-1976                                                       | 360                       | 1983-1984                                                          |
| Plus de buts alloués en une saison        | 347                            | 1977-1978                                                       | 407                       | 1989-1990                                                          |
| Plus de buts en un match                  | 12                             | 26 décembre 1976 contre les Jets de Winnipeg victoire de 12 à 3 | 12                        | 1er février 1983 contre les Whalers de Hartford victoire de 12 à 3 |
| Plus de blanchissages en une saison       | 6                              | 1978-1979                                                       | 6                         | 1985-1986                                                          |
| Plus de minutes de punition dans un match | 122                            | 10 mars 1976 contre les Jets de Winnipeg                        | -                         | -                                                                  |
| Plus de minutes de punition en une saison | 1 620                          | 1975-1976                                                       | 2 104                     | 1989-1990                                                          |

### Records individuels
| Record                                            | Association mondiale de hockey                    | Association mondiale de hockey | Association mondiale de hockey                          | Ligue nationale de hockey                         | Ligue nationale de hockey | Ligue nationale de hockey                                               |
| Record                                            | Joueur                                            | Marque                         | Saison                                                  | Joueur                                            | Marque                    | Saison                                                                  |
| ------------------------------------------------- | ------------------------------------------------- | ------------------------------ | ------------------------------------------------------- | ------------------------------------------------- | ------------------------- | ----------------------------------------------------------------------- |
| Plus de saisons                                   | Richard Brodeur Jean-Claude Tremblay              | 7                              | -                                                       | Michel Goulet                                     | 11                        | -                                                                       |
| Plus de matches                                   | Jean-Claude Tremblay                              | 454                            | -                                                       | Michel Goulet                                     | 813                       | -                                                                       |
| Plus de buts en carrière                          | Réal Cloutier                                     | 283                            | -                                                       | Michel Goulet                                     | 456                       | -                                                                       |
| Plus de passes en carrière                        | Jean-Claude Tremblay                              | 358                            | -                                                       | Peter Šťastný                                     | 668                       | -                                                                       |
| Plus de points en carrière                        | Marc Tardif                                       | 579                            | -                                                       | Peter Šťastný                                     | 1 048                     | -                                                                       |
| Plus de minutes de pénalités en carrière          | Pierre Roy (en)                                   | 732                            | -                                                       | Dale Hunter                                       | 1 545                     | -                                                                       |
| Plus de blanchissages en carrière                 | Richard Brodeur                                   | 8                              | -                                                       | Mario Gosselin                                    | 6                         | -                                                                       |
| Matchs consécutifs                                | -                                                 | -                              | -                                                       | Dale Hunter                                       | 312                       | du 9 octobre 1980 au 13 mars 1984                                       |
| Plus de buts en une saison                        | Réal Cloutier                                     | 75                             | 1978-1979                                               | Michel Goulet                                     | 57                        | 1982-1983                                                               |
| Plus de passes en une saison                      | Marc Tardif                                       | 89                             | 1977-1978                                               | Peter Šťastný                                     | 93                        | 1981-1982                                                               |
| Plus de points en une saison                      | Marc Tardif                                       | 154                            | 1977-1978                                               | Peter Šťastný                                     | 139                       | 1981-1982                                                               |
| Plus de minutes de pénalités en une saison        | Gordon Gallant                                    | 397                            | 1975-1976                                               | Gordon Donnelly                                   | 301                       | 1987-1988                                                               |
| Plus de blanchissages en une saison               | Richard Brodeur Jim Corsi                         | 3                              | 1978-1979                                               | Clint Malarchuk                                   | 4                         | 1985-1986                                                               |
| Plus de points en une saison par un défenseur     | Jean-Claude Tremblay                              | 89                             | 1972-1973 1975-1976                                     | Steve Duchesne                                    | 82                        | 1992-1993                                                               |
| Plus de points en une saison par un centre        | Serge Bernier                                     | 122                            | 1974-1975                                               | Peter Šťastný                                     | 139                       | 1981-1982                                                               |
| Plus de points en une saison par un ailier droit  | Réal Cloutier                                     | 141                            | 1976-1977                                               | Jacques Richard                                   | 103                       | 1980-1981                                                               |
| Plus de points en une saison par un ailier gauche | Marc Tardif                                       | 154                            | 1977-1978                                               | Michel Goulet                                     | 121                       | 1983-1984                                                               |
| Plus de points en une saison par une recrue       | André Gaudette                                    | 71                             | 1972-1973                                               | Peter Šťastný                                     | 109                       | 1980-1981                                                               |
| Plus de buts en une partie                        | Réal Cloutier                                     | 5                              | Le 26 octobre 1976                                      | Mats Sundin Mike Ricci                            | 5                         | Le 5 mars 1992 Le 17 février 1994                                       |
| Plus de passes en une partie                      | Jeannot Gilbert Serge Bernier Christian Bordeleau | 5                              | Le 3 février 1974 Le 31 janvier 1976 Le 26 octobre 1976 | Anton Šťastný Michel Goulet Owen Nolan Mike Ricci | 5                         | Le 22 février 1981 Le 3 janvier 1984 Le 5 mars 1992 Le 12 décembre 1992 |
| Plus de points en une partie                      | Réal Cloutier                                     | 7                              | Le 26 décembre 1976                                     | Anton Šťastný Peter Šťastný                       | 8                         | Le 22 février 1981                                                      |

## Les dirigeants du club
L'ancien Premier ministre du Québec, Jean Lesage est nommé Président du Conseil d'administration en 1972. Marcel Aubut a été président et propriétaire de l'équipe.

### Les entraîneurs en chef
Au cours de l'histoire des Nordiques, treize entraîneurs auront dirigé l'équipe. Certains comme Maurice Filion et Michel Bergeron ont dirigé l'équipe à différentes périodes. Leur premier entraîneur, le célèbre Maurice Richard, démissionne après seulement deux parties disputées.

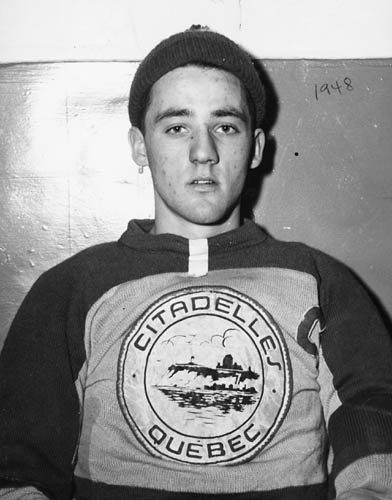
Jacques plante est l'entraineur des Nordiques pour la saison 1973-1974

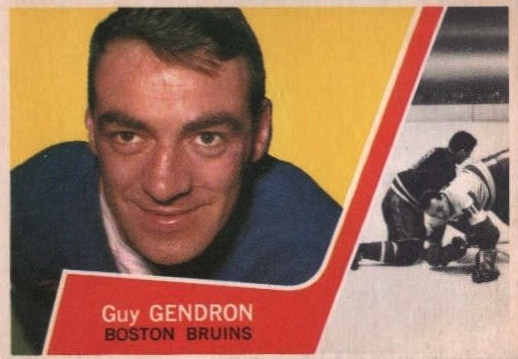
Jean-Guy Gendron est l'entraineur des Nordiques de 1974 à 1976

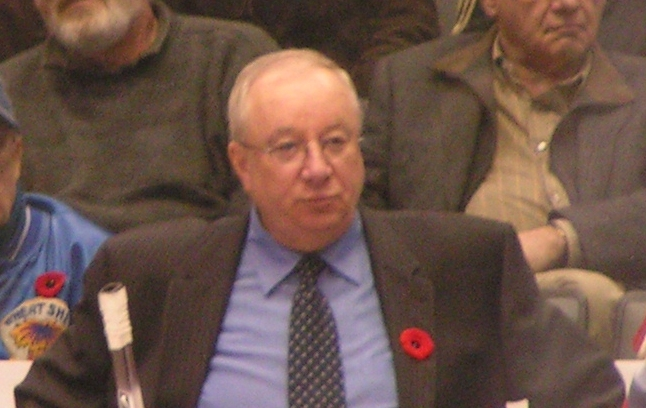
Jacques Demers est l'entraineur des Nordiques de 1978 à 1980. Il est leur premier entraineur dans la Ligue nationale de hockey

| No | Nom              | Premier match   | Dernier match   | Saison régulière | Saison régulière | Saison régulière | Saison régulière | Saison régulière | Saison régulière | Séries éliminatoires | Séries éliminatoires | Séries éliminatoires | Séries éliminatoires | Remarques                 |
| No | Nom              | Premier match   | Dernier match   | PJ               | V                | D                | N                | P                | % V              | PJ                   | V                    | D                    | % V                  | Remarques                 |
| -- | ---------------- | --------------- | --------------- | ---------------- | ---------------- | ---------------- | ---------------- | ---------------- | ---------------- | -------------------- | -------------------- | -------------------- | -------------------- | ------------------------- |
| 1  | Maurice Richard  | 11 octobre 1972 | 13 octobre 1972 | 2                | 1                | 1                | 0                | 2                | 50               | -                    | -                    | -                    | -                    |                           |
| 2  | Maurice Filion   | 19 octobre 1972 | 1er avril 1973  | 76               | 32               | 39               | 5                | 69               | 45,4             | -                    | -                    | -                    | -                    |                           |
| 3  | Jacques Plante   | 7 octobre 1973  | 31 mars 1974    | 78               | 38               | 36               | 4                | 80               | 51,3             | -                    | -                    | -                    | -                    |                           |
| 4  | Jean-Guy Gendron | 20 octobre 1974 | 18 avril 1976   | 159              | 96               | 59               | 4                | 196              | 61,6             | 20                   | 9                    | 11                   | 45                   | Finale 1975               |
| 5  | Marc Boileau     | 9 octobre 1976  | 25 février 1978 | 140              | 74               | 61               | 5                | 153              | 54,6             | 17                   | 12                   | 5                    | 70,6                 | Trophée mondial Avco 1977 |
| 6  | Maurice Filion   | 28 février 1978 | 7 mai 1978      | 22               | 14               | 7                | 1                | 29               | 65,9             | 11                   | 5                    | 6                    | 45,5                 |                           |
| 7  | Jacques Demers   | 15 octobre 1978 | -               | 80               | 41               | 34               | 5                | 87               | 54,4             | 4                    | 0                    | 4                    | 0                    |                           |

| No | Nom             | Premier match    | Dernier match    | Saison régulière | Saison régulière | Saison régulière | Saison régulière | Saison régulière | Saison régulière | Séries éliminatoires | Séries éliminatoires | Séries éliminatoires | Séries éliminatoires | Remarques                       |
| No | Nom             | Premier match    | Dernier match    | PJ               | V                | D                | N                | P                | % V              | PJ                   | V                    | D                    | % V                  | Remarques                       |
| -- | --------------- | ---------------- | ---------------- | ---------------- | ---------------- | ---------------- | ---------------- | ---------------- | ---------------- | -------------------- | -------------------- | -------------------- | -------------------- | ------------------------------- |
| 8  | Jacques Demers  | -                | 6 avril 1980     | 80               | 25               | 44               | 11               | 61               | 38,1             | -                    | -                    | -                    | -                    |                                 |
| 9  | Maurice Filion  | 9 octobre 1980   | 19 octobre 1980  | 6                | 1                | 3                | 2                | 4                | 33,3             | -                    | -                    | -                    | -                    |                                 |
| 10 | Michel Bergeron | 22 octobre 1980  | 2 mai 1987       | 554              | 253              | 222              | 79               | 585              | 52,8             | 68                   | 31                   | 37                   | 45,6                 |                                 |
| 11 | André Savard    | 8 octobre 1987   | 3 décembre 1987  | 24               | 10               | 13               | 1                | 21               | 43,8             | -                    | -                    | -                    | -                    |                                 |
| 12 | Ron Lapointe    | 5 décembre 1987  | 15 décembre 1988 | 89               | 33               | 50               | 6                | 72               | 40,4             | -                    | -                    | -                    | -                    |                                 |
| 13 | Jean Perron     | 17 décembre 1988 | 2 avril 1989     | 47               | 16               | 26               | 5                | 37               | 39,4             | -                    | -                    | -                    | -                    |                                 |
| 14 | Michel Bergeron | 5 octobre 1989   | 1er avril 1990   | 80               | 12               | 61               | 7                | 31               | 19,4             | -                    | -                    | -                    | -                    |                                 |
| 15 | Dave Chambers   | 4 octobre 1990   | 16 novembre 1991 | 98               | 19               | 64               | 15               | 53               | 27               | -                    | -                    | -                    | -                    |                                 |
| 16 | Pierre Pagé     | 18 novembre 1991 | 14 avril 1994    | 230              | 98               | 103              | 29               | 225              | 48,9             | 6                    | 2                    | 4                    | 33,3                 |                                 |
| 17 | Marc Crawford*  | 21 janvier 1995  | 4 mai 1998       | 48               | 30               | 13               | 5                | 65               | 67,7             | 6                    | 2                    | 4                    | 33,3                 | Trophée Jack-Adams en 1994-1995 |

* Encore en poste lors du déménagement dans le Colorado

### Directeurs généraux

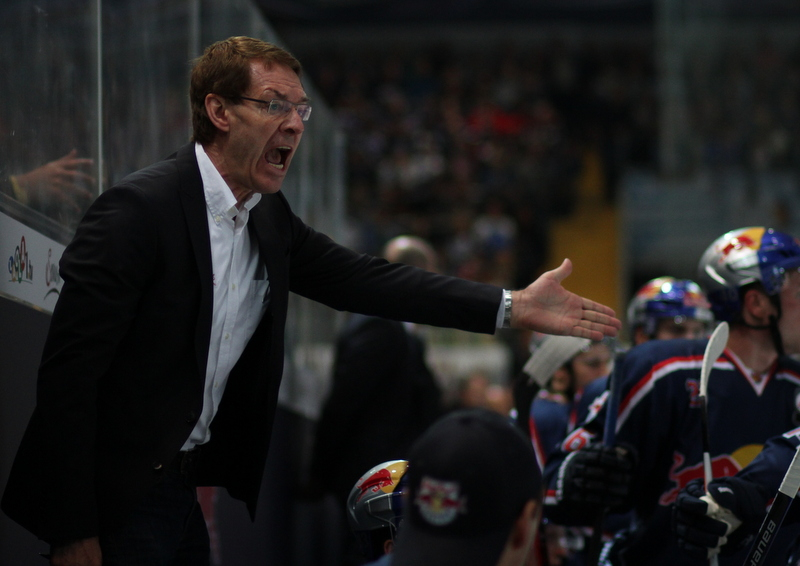
Pierre Page est le directeur-général des Nordiques de 1990 à 1994

| No | Nom                | Engagement     | Départ         | Remarques                             |   |                |             |            |  |
| -- | ------------------ | -------------- | -------------- | ------------------------------------- | - | -------------- | ----------- | ---------- |  |
| No | Nom                | Engagement     | Départ         | Remarques                             | 1 | Marius Fortier | 2 juin 1972 | 2 mai 1973 |  |
| 2  | Jacques Plante     | 2 mai 1973     | 4 mai 1974     |                                       |   |                |             |            |  |
| 3  | Maurice Filion     | 7 mai 1974     | 19 avril 1988  | Finale 1975 Trophée mondial Avco 1977 |   |                |             |            |  |
| 4  | Martin Madden (en) | 27 juin 1988   | 2 février 1990 |                                       |   |                |             |            |  |
| 5  | Maurice Filion     | 2 février 1990 | 5 mai 1990     |                                       |   |                |             |            |  |
| 6  | Pierre Pagé        | 5 mai 1990     | 24 mai 1994    |                                       |   |                |             |            |  |
| 7  | Pierre Lacroix*    | 24 mai 1994    | 24 mai 2006    |                                       |   |                |             |            |  |

* Encore en poste lors du déménagement dans le Colorado

## Trophées d'équipes et honneurs individuels

### Dans l'Association mondiale de hockey

#### Trophées
Trophée mondial Avco : équivalent de la Coupe Stanley de la LNH pour l'AMH : il récompense à la fin de chaque saison la meilleure équipe à l'issue des séries éliminatoires. Les Nordiques remportent le trophée mondial Avco en 1976-1977.
Trophée Bill-Hunter : remis annuellement au meilleur pointeur de la saison régulière de l'AMH et deux joueurs remportent le trophée alors qu'ils jouent pour les Nordiques. Marc Tardif inscrit en 1975-1976 148 points puis Réal Cloutier en inscrit 141 la saison suivante. En 1977-1978, Tardif remporte une seconde fois le trophée en inscrivant 154 points, le plus haut total pour un joueur dans l'AMH en une saison. Cloutier est le meilleur pointeur de la dernière saison de l'AMH avec 129 points en 1978-1979.
Trophée Dennis-A.-Murphy : remis à la fin de chaque saison pour le meilleur défenseur. Jean-Claude Tremblay remporte à deux reprises le trophée, en 1972-1973 et 1974-1975.
Trophée Gordie-Howe, appelé « trophée Gary-L.-Davidson » pour les trois premières saisons de l'AMH : remis annuellement au meilleur joueur de chaque saison. Marc Tardif est désigné meilleur joueur de l'Association à deux reprises : en 1975-1976 et en 1977-1978.
Le meilleur joueur des séries éliminatoires de l'Association mondiale de hockey se voit chaque année remettre un prix et Serge Bernier remporte le trophée lors de la victoire du trophée Avco, en 1976.

#### Équipes d'étoiles
Lors des sept saisons de l'AMH, la ligue désigne deux équipes type de la saison pour les première et deuxième équipe d'étoiles. Plusieurs joueurs de l'équipe font partie chaque année des équipes d'étoiles :
- 1972-1973 : Jean-Claude Tremblay (première équipe)
- 1973-1974 : Jean-Claude Tremblay (deuxième équipe)
- 1974-1975 : Jean-Claude Tremblay (première équipe) ; Serge Bernier et Marc Tardif (deuxième équipe)
- 1975-1976 : Marc Tardif et Jean-Claude Tremblay (première équipe) ; Réal Cloutier (deuxième équipe)
- 1976-1977 et 1977-1978 : Marc Tardif (première équipe) et Réal Cloutier (deuxième équipe)
- 1978-1979 : Réal Cloutier (première équipe) et Richard Brodeur (deuxième équipe)

#### Matchs des étoiles
Joueurs invités aux matches des étoiles de l'Association mondiale de hockey
- 1973 (Québec) : Serge Aubry, Michel Parizeau et Jean-Claude Tremblay
- 1974 (Minnesota) : Serge Bernier, Réjean Houle et Jean-Claude Tremblay
- 1975 (Edmonton) : Serge Bernier, Dale Hoganson, Réjean Houle, Marc Tardif et Jean-Claude Tremblay
- 1976 (Cleveland) : Serge Bernier, Christian Bordeleau, Réal Cloutier, Réjean Houle, Marc Tardif et Jean-Claude Tremblay
- 1977 (Hartford) : Serge Bernier, Réal Cloutier, Marc Tardif et Jean-Claude Tremblay
- 1978 (Québec) : toute l'équipe des Nordiques (contre les étoiles du reste de l'AMH)
- 1979 (Edmonton) : Serge Bernier, Réal Cloutier et Marc Tardif

Joueur le plus utile au match des étoiles
- 1975 : Réjean Houle
- 1976 : Réal Cloutier (partagé avec Paul Shmyr)
- 1978 : Marc Tardif (partagé avec Mark Howe)

### Dans la Ligue nationale de hockey

#### Trophées
Trophée Calder : récompense le meilleur joueur recrue, joueur dans sa première saison dans la ligue. Pour être éligible, le joueur ne doit pas avoir joué plus de 25 matchs dans la saison régulière précédant celle en cours et pas plus de six matchs durant les deux autres saisons précédentes dans une des ligues professionnelles. Le joueur ne peut pas être âgé de plus de 26 ans le 25 septembre de la saison d'éligibilité. Deux Nordiques remportent le trophée au cours de leur première saison avec Québec : Peter Šťastný en 1980-1981 et Peter Forsberg lors de la dernière saison de la franchise en tant que Nordiques, en 1994-1995.
Trophée Jack-Adams : remis depuis la saison 1973-1974 au meilleur entraîneur de la saison. Marc Crawford remporte le trophée en 1994-1995.
Depuis 1930-1931, la LNH désigne à la fin de chaque saison régulière les deux équipes type de la saison et désigne ainsi les joueurs de la première et de la deuxième équipes d'étoiles.

#### Équipes d'étoiles
Première équipe d'étoiles
- Michel Goulet : 1985-1986 et 1986-1987

Deuxième équipe d'étoiles
- Michel Goulet : 1982-1983 et 1987-1988.

Équipe d'étoiles des recrues
- Bruce Bell : 1984-1985
- Peter Forsberg : 1994-1995[77].

#### Matchs des étoiles
Joueurs invités aux Matches des étoiles de la Ligue nationale de hockey
- 1980 : Réal Cloutier
- 1981 : Peter Šťastný
- 1982 : Peter Šťastný et Marc Tardif
- 1983 : Michel Goulet, Marian Šťastný et Peter Šťastný
- 1984 : Michel Goulet et Peter Šťastný
- 1985 : Michel Goulet
- 1986 : Mario Gosselin, Michel Goulet et Peter Šťastný
- 1987 : Michel Goulet, Clint Malarchuk, Normand Rochefort et Peter Šťastný[78]
- 1988 : Michel Goulet et Peter Šťastný
- 1989 : Walt Poddubny
- 1990 : Joe Sakic
- 1991 : Guy Lafleur et Joe Sakic
- 1992 : Owen Nolan et Joe Sakic
- 1993 : Steve Duchesne et Joe Sakic
- 1994 : Joe Sakic
- 1995 : match annulé à cause du lock-out

### Trophées remis par les Nordiques[57]

#### Dans l'Association mondiale de hockey
- Trophée Holiday-Inn (meilleur compteur)
  - 1972-1973 : Jean-Claude Tremblay
  - 1973-1974 et 1974-1975 : Serge Bernier
  - 1975-1976 : Marc Tardif
- Trophée Mark Ten (joueur le plus utile)
  - 1972-1973 : Serge Aubry
  - 1973-1974 : André Gaudette
  - 1974-1975 : Jean-Claude Tremblay
- Trophée Maurice-Descarreaux (joueur le plus gentilhomme)
  - 1973-1974 et 1974-1975 : Réjean Houle
  - 1975-1976 et 1976-1977 : Christian Bordeleau
  - 1977-1978 : Jean Bernier 
  - 1978-1979 : Garry Larrivière
- Trophée O'Keefe (joueur le plus sous-estimé)
  - 1974-1975 : Michel Parizeau
  - 1975-1976 : Richard Brodeur
  - 1976-1977 : Christian Bordeleau
  - 1977-1978 : Jean Bernier
  - 1978-1979 : Alain Côté

#### Dans la Ligue nationale de hockey
- Coupe O'Keefe (joueur de l'année)
  - 1979-1980: Réal Cloutier
  - 1980-1981, 1981-1982, 1983-1984, 1985-1986, 1987-1988 : Peter Šťastný
  - 1982-1983, 1984-1985 et 1986-1987 : Michel Goulet
  - 1988-1989: Paul Gillis
  - 1989-1990, 1990-1991, 1993-1994, 1994-1995 : Joe Sakic
  - 1991-1992, 1992-1993 : Mats Sundin
- Coupe Jean-Lesage (joueur le plus représentatif de sa profession)
  - 1980-1981 : Robbie Ftorek
  - 1981-1982 : Peter Šťastný
  - 1982-1983 et 1983-1984 : Michel Goulet

## Hommages et souvenirs

### Bannières
Des bannières commémoratives représentant les trophées et championnats d'équipes remportés ont été présentes au Colisée Pepsi et/ou au Centre Vidéotron.

#### Coupe et Championnat
- Trophée mondial Avco 1976-1977 (Champions des séries éliminatoires de l'AMH)
- Division Adams - Saison 1985-86 - Champions : Cette bannière a été dévoilée lors de la partie d'ouverture de la saison 1986-1987 le 9 octobre 1986[79].

#### Bâtisseurs
- Maurice Fillion - Remparts de Québec - Entraîneur - 1969 à 1972 - Nordiques de Québec - Entraîneur et Directeur-Gérant - 1972 à 1992[80]
- Marius Fortier - Nordiques de Québec, Océanic de Rimouski, Drakkar de Baie-Comeau et Remparts de Québec

### Hommages artistiques
Des hommages se tiennent en dehors du Colisée de Québec :
- en 1972, une chanson populaire est enregistrée pour l'arrivée de cette équipe dans le paysage québécois de la Ville de Québec. Le chanteur est Richard Adams et le titre de la pièce est Les Nordiques, c'est notre équipe à nous ;
- de 1981 à 1985, une autre chanson est enregistrée, cette fois par le club, pour la promotion de l'agrandissement du Colisée de Québec, en 1981. La pièce s'intitule : Les Nordiques gagnent des places ;
- en 1985, une nouvelle chanson est enregistrée par les Nordiques et joue régulièrement au Colisée après les buts de l'équipe locale. La pièce s'intitule : Nordiques, jusqu'au bout et est interprétée par Mario Chénard ;
- le logo des Nordiques de Québec est représenté sur une pièce d'un dollar, en 1985, des dollars du Carnaval de Québec. Ces pièces de monnaie symboliques sont vendues chez les commerçants du Vieux-Québec durant la tenue du Carnaval et leur valeur se termine à la fin de l'édition de l'année de frappe de la pièce[81] ;
- en 2005, DJ Albator porte un gilet des Nordiques sur la pochette de son album Made in Kébek[82].
- en 2019, le jeu vidéo NHL 20, de la compagnie EA Vancouver, division canadienne d'Electronic Arts, inclut un mode permettant aux joueurs de mener l'une des 33 anciennes équipes de la Ligue nationale de hockey, dont les Nordiques de Québec, les Whalers de Hartford ou encore les North Stars du Minnesota[83].
- l'équipe aura contribué, comme source d'inspiration, à la production de téléséries, notamment Lance et compte, en 1986 et, attendu à l'hiver 2022, Canadiens-Nordiques - La vraie histoire[84].

### Place Jean-Béliveau
La Place Jean-Béliveau est une place publique présente à ExpoCité, parc ayant eu la tenu de l'exposition provinciale pendant une centaine d'années et ayant des installations publiques sportives tels que le Colisée de Québec et maintenant le Centre Vidéotron. Dans l'allée commémorative sur le hockey, il y a les œuvres d'art honorant des joueurs ayant évolué avec les Nordiques : 
- Réal Cloutier
- Les Frères Šťastný : Marián Šťastný - Peter Šťastný - Anton Šťastný
- Guy Lafleur